# Trichlorethen
Trichlorethen (Trivialname: Trichlorethylen, Trichlor, Tri, abgekürzt TCE) ist eine farblose, klare Flüssigkeit. Sie riecht nach Chloroform und ist schwer entzündlich. Sie wirkt als starkes Lösungsmittel und wurde deshalb früher in Formen- und Walzenwaschmitteln in der Druckindustrie und in metallverarbeitenden Betrieben als Teilereinigungsmittel eingesetzt.
Trichlorethen löst Polyolefine und chemisch verwandte Kunststoffe an und macht sie weich und undurchsichtig.

## Gewinnung und Darstellung
Bis Anfang der 1970er-Jahre wurde Trichlorethen meist in einem Zwei-Schritt-Verfahren aus Ethin hergestellt. Zunächst wird Ethin mit Chlor und einem Eisenchlorid-Katalysator bei 90 °C zu 1,1,2,2-Tetrachlorethan umgesetzt:
{\displaystyle {\ce {HC#CH + 2Cl2 -> Cl2CHCHCl2}}}
Das 1,1,2,2-Tetrachlorethan wurde dann zu Trichlorethen dehydrochloriert. Dies kann entweder mit einer wässrigen Lösung von Calciumhydroxid
{\displaystyle {\ce {2Cl2CHCHCl2 + Ca(OH)2 ->2ClCH=CCl2 + CaCl2 + 2H2O}}}
oder in der Gasphase durch Erhitzen auf 300–500 °C mit einem Barium- oder Calciumchlorid-Katalysator geschehen:
{\displaystyle {\ce {Cl2CHCHCl2 -> ClCH=CCl2 + HCl}}}
Heute wird Trichlorethen meist aus Ethen produziert. Dieses wird zuerst mit Hilfe eines Eisenchlorid-Katalysator durch Chlorierung in 1,2-Dichlorethan umgewandelt
{\displaystyle {\ce {CH2=CH2 + Cl2 -> ClCH2CH2Cl}}}
und dann bei 400 °C mit zusätzlichem Chlor in Trichlorethen umgewandelt.
{\displaystyle {\ce {ClCH2CH2Cl + 2Cl2 -> ClCH=CCl2 + 3HCl}}}
Diese Reaktion kann durch eine Vielzahl von Stoffen katalysiert werden. Der am häufigsten verwendete Katalysator ist eine Mischung aus Kaliumchlorid und Aluminiumchlorid. Allerdings können auch verschiedene Formen von porösem Kohlenstoff verwendet werden. Diese Reaktion produziert als Nebenprodukt auch Tetrachlorethen, welches, je nach Menge von zugeführtem Chlor, auch Hauptprodukt werden kann. Typischerweise werden Trichlorethen und Tetrachlorethen gesammelt und dann durch Destillation abgetrennt.

## Eigenschaften
Trichlorethen bildet schwer entzündliche Dampf-Luft-Gemische. Für die Verbindung konnte wegen der hohen Zündenergie keine Flammpunkt bestimmt werden. Der Explosionsbereich liegt zwischen 7,9 Vol.‑% (430 g/m3) als untere Explosionsgrenze (UEG) und 100 Vol.‑% als obere Explosionsgrenze (OEG), wobei die obere Explosionsgrenze aus der Zersetzung des Dampfes resultiert. Die Mindestzündenergie beträgt 510 mJ. Die Zündtemperatur liegt bei 410 °C. Der Stoff fällt somit in die Temperaturklasse T2.

## Verwendung
Aufgrund seiner guten fettlösenden Eigenschaft, der Flüchtigkeit und Nichtbrennbarkeit ist Trichlorethen, neben verwandten Verbindungen wie z. B. Tetrachlorethen, eines der gebräuchlichsten Reinigungs-, Entfettungs- und Extraktionsmittel gewesen. Es fand beispielsweise Verwendung in der Metall- und Glasindustrie, bei der chemischen Reinigung und in der Textilbearbeitung.
Noch heute ist es von Bedeutung als Schwerflüssigkeit bei Mineralien und als Zwischenprodukt bei chemischen Synthesen. Außerdem wird es in der Bitumen- und Asphaltindustrie als Lösemittel für Bitumen verwendet.

## Sicherheitshinweise und gesetzliche Regelungen; Toxizität
Trichlorethen ist gesundheitsschädlich und stark narkotisierend: Das Einatmen von Luft mit 200 ppm führt zu Müdigkeit. Akute Vergiftungen führen zu Hirnschäden, Erblindung und zur Aufhebung der Geruchs- und Geschmacksempfindung. Trichlorethen wurde von der Internationalen Agentur für Krebsforschung 2014 als beim Menschen krebserzeugend eingestuft.
Es besteht der Verdacht, dass TCE das Risiko, an Parkinson zu erkranken, erhöht.
Im Körper wird es durch Monooxygenasen zu Trichlorethenoxid, Trichloracetaldehyd, Trichlorethanol und Trichloressigsäure umgewandelt. Trichlorethanol wird glukoronidiert und mit dem Urin ausgeschieden, während sich die Trichloressigsäure wegen ihrer starken Bindung an Eiweiße des Blutplasma anreichert und neurotoxisch wirkt.
In der Europäischen Union gilt für Trichlorethen ein Arbeitsplatzgrenzwert von 10 ppm (54,7 mg/m3) für 8-Stunden-Tag und von 30 ppm (164,1 mg/m3) für kurzfristige Exposition (15 Minuten). In den USA beträgt der Grenzwert 50 ppm. Die VOC-Richtlinie 1999/13/EG und die Richtlinie 2010/75/EU über Industrieemissionen stellen verbindliche Mindestanforderungen für die Emissionen von Trichlorethylen für die Umwelt, einschließlich der Emissionen für die Reinigung von Oberfläche. Aktivitäten mit einem Lösemittelverbrauch unterhalb einer vorgegebenen Schwelle sind durch diese Mindestanforderungen nicht abgedeckt.
Trichlorethen wurde im Juni 2010 aufgrund seiner Einstufung als karzinogen (Carc. 1B) in die Kandidatenliste der besonders besorgniserregenden Stoffe (Substance of very high concern, SVHC) aufgenommen.
Danach wurde Trichlorethen im April 2013 in das Verzeichnis der zulassungspflichtigen Stoffe mit dem Ablauftermin für die Verwendung in der EU zum 21. April 2016 aufgenommen.
Vom deutschen Ausschuss für Innenraumrichtwerte (AIR) wurde 2015 ein „risikobasierter Leitwert“ von 20 µg/m³ für die Nierenkrebs erzeugende Wirkung von Trichlorethen abgeleitet. Die Auswertung aller verfügbaren Studien 2011 durch die amerikanische Umweltschutzbehörde EPA ergab Trichlorethen-induzierte Tumore in lymphatischem Gewebe (Nicht-Hodgkin-Lymphome (NHL), in Leber und in Nieren des Menschen. Eine quantitative Auswertung der epidemiologischen Schlüsselstudie zu Nierentumoren beim Menschen führte mit einem Physiologisch Basierten Pharmakokinetischen Extrapolationsmodell (PBPK) zu einem statistischen zusätzlichem Krebsrisiko der Allgemeinbevölkerung 10−5 bei Inhalation auf Lebenszeit (70 Jahre) von gerundet 2 µg/m³. Dieser Wert berücksichtigt das kombinierte Krebsrisiko nach detaillierter Auswertung mit dem Faktor 4 bzw. 5.
Die ausführliche Auswertung der EPA zeigte neben den karzinogenen Wirkungen allerdings auch nicht-karzinogene Schadwirkungen durch Trichlorethen auf Leber, Nieren, Nervensystem und Immunsystem sowie auf Reproduktion und Entwicklung. Die quantitative Auswertung von Untersuchungen bei oraler und inhalativer Exposition erbrachte „candidate reference concentrations“ zwischen 1,6 und 3,3 µg/m³ zu den unterschiedlichen Endpunkten verringerte Thymusgewichte bei jungen Mäusen (Immuntoxizität), erhöhte Zahl von Missbildungen des Herzens im Fötus von Ratten (Teratogenität) und Nierentoxizität. Als Quintessenz ergibt sich für nicht-karzinogene Wirkungen von Trichlorethen eine chronische Referenzkonzentration von 2 µg/m³ (Konzentration ohne schädliche Wirkungen bei Exposition auf Lebenszeit).
Eine Neubewertung der Weltgesundheitsorganisation (WHO) zur Toxizität von Trichlorethen im Trinkwasser 2020 verwendete analog zur EPA PBPK-Modelle für die Auswertung der Studien von Keil et al. (2009) (Maus, Thymus-Gewichte) und Johnson et al. (2003) (Ratte, Herz-Missbildungen der Nachkommen). Zusätzlich werden aus einer weiteren Schlüsselstudie von Peden-Adams et al. (2006) die Wirkungen von Trichlorethen auf das Immunsystem der Nachkommen von Mäusen angeführt (Verringerung plaquebildender Zellen, erhöhte Hypersensitivität). Für die Inhalation von Trichlorethen bei der Allgemeinbevölkerung ergibt sich aus einer abgeleiteten tolerablen Dosis von 0,5 µg/(kg Körpergewicht·d) über eine Pfad-zu-Pfad-Betrachtung unter Annahme einer 50%igen inhalativen Resorption eine tolerable Trichlorethen-Konzentration von 3,5 µg/m³, abgerundet 3 µg/m³.
Für Personen am Arbeitsplatz mit Trichlorethen-Exposition benennen die Technischen Regeln für Gefahrstoffe (TRGS) 910 eine „Akzeptanzkonzentration“ und eine „Toleranzkonzentration“ von jeweils 33 mg/m³, die nichtkanzerogene Wirkung von Trichlorethen wird nicht berücksichtigt.